# 매가오리
매가오리(학명: Myliobatis tobijei)는 매가오리과 매가오리속에 속하는 가오리의 일종으로, 한국·중국·일본의 근해에 두루 서식한다. 몸길이는 약 150cm, 지느러미 폭은 114cm 안팎이며 긴 회초리 모양의 꼬리 끝에는 날카로운 톱니형 독가시가 있다.